# 新津島 (泰安郡)
座標: 北緯36度40分57秒 東経126度7分41秒 / 北緯36.68250度 東経126.12806度
新津島（シンジンド、しんしんとう、朝鮮語: 신진도）は忠清南道泰安郡近興面に属する島で、程竹半島末端に位置する。
面積 1.678 km2、海岸線の長さ 7 km、2011年現在、人口は 930 名（男 501 名、女 429 名）、480 世帯である。
泰安郡庁から15 km、近興面から 1 kmの距離にある。高麗成宗の時、海岸防備のために万戸庁を設置したところ、その後より住民が居住し始めたという。朝鮮時代には安興面1面に属し、1914年の行政区域改変に伴って近興面新津島里になって今日に至る。
島は最高点の高さが132mであるものの、総じて低い丘陵性山地で成り立っている。東側は海が大きく湾入しており、方々に突出部があって、東南部海岸は海蝕崖をなす。気候は寒暑の差が激しく、冬は雪が多く降る。1月の平均気温は -2.8°C、8月の平均気温は 25.6°C、年降水量は 996mmである。
集落は北西の新津村と東のアレモク村に密集しており、土地はほとんど林野だが、観光資源として開発され、新たな観光名所としての位置を占めた。土地利用現況は、畑 0.03 km2、田 0.07 km2である。住民たちは大部分が漁業に従事しているが、観光地として知られるに従って、飲食および宿泊業に従事する人々も多い。主要水産物は、カタクチイワシ・サワラ・オオノガイ・イカ・ガザミなどであり、沿岸干潟地と浅い水深を利用して養殖業も行う。教育機関として初等学校の分校2校があり、警察駐在所もある。島内施設は船着場が1カ所、防波堤が1箇所ある。市内バスが1日7回運行されている。
1995年、新津大橋開通で陸と繋がり、車両通行が円滑になって新津港は第2種港湾として多くの漁船が停泊している。